# Chiesa della Madonna del Ponte (Ascoli Piceno)
La chiesa della Madonna del Ponte si annovera tra gli edifici religiosi di modeste dimensioni della città di Ascoli Piceno. Si trova appena oltrepassato il ponte di Santo Spirito, nel rione di Porta Cartara.

## Storia e descrizione
Fu costruita nell'anno 1689 e testimonia l'antica abitudine di porre edicole votive o piccole chiese in prossimità dei passaggi e degli ingressi alle città quale simbolo di buon auspicio e pia prolusione per i viandanti.
Caratteristica per la sua forma cilindrica è identificata anche col nome La Rotonda e dedicata alla Madonna del Ponte.
Si mostra nella sua semplice architettura con copertura a cupola e si distingue per la colorazione dell'intonaco esterno di colore rosa chiaro. Il suo interno si compone di un unico ambiente che fu interamente ricoperto dalle furiose pitture dell'ascolano Biagio Miniera, andate perdute col trascorrere del tempo.
Nell'aula si conserva e si venera un'immagine della Vergine rimossa da un muro vicino che ha trovato in questo spazio la sua nuova sede.
Di particolare piacevolezza anche la pala dell’altare, dipinta, olio su tela, dall'olandese Carlo Ramond, nell'anno 1758 su commissione di D. Giuseppe Ricciotti, in cui sono raffigurati: San Giuseppe, San Francesco Saverio e San Luca.
La chiesa è stata danneggiata dalla Sequenza sismica del Centro Italia del 2016-2017 il 30 ottobre 2016, di magnitudo 6.5, che ne ha provocato il collasso di una porzione del tetto e rendendo l'intero complesso inagibile.
Nel 2023 sono stati ultimati i lavori di riqualificazione della pavimentazione della piazzetta e della fonte antistanti alla chiesa.

## Galleria d'immagini

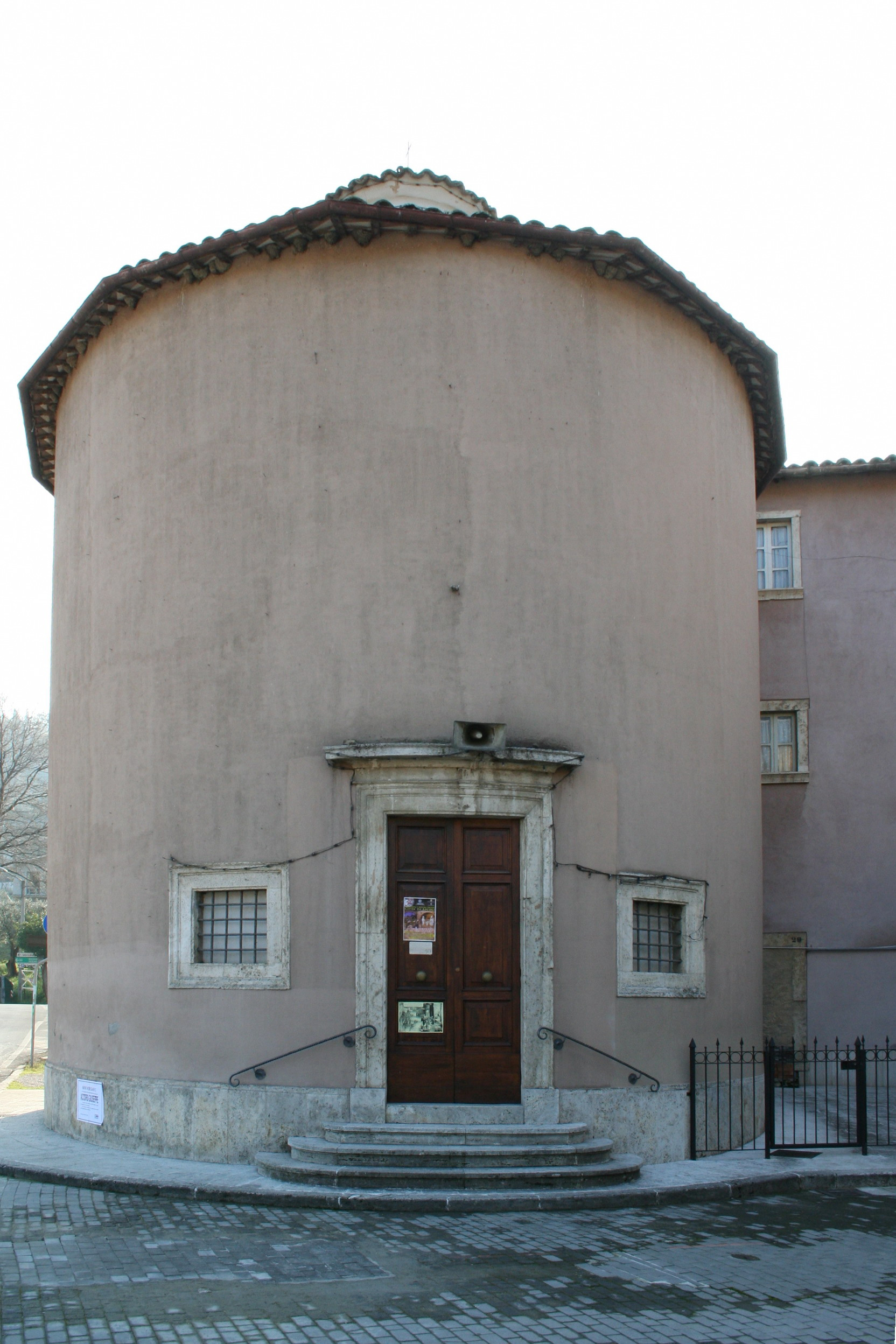
ingresso della chiesa
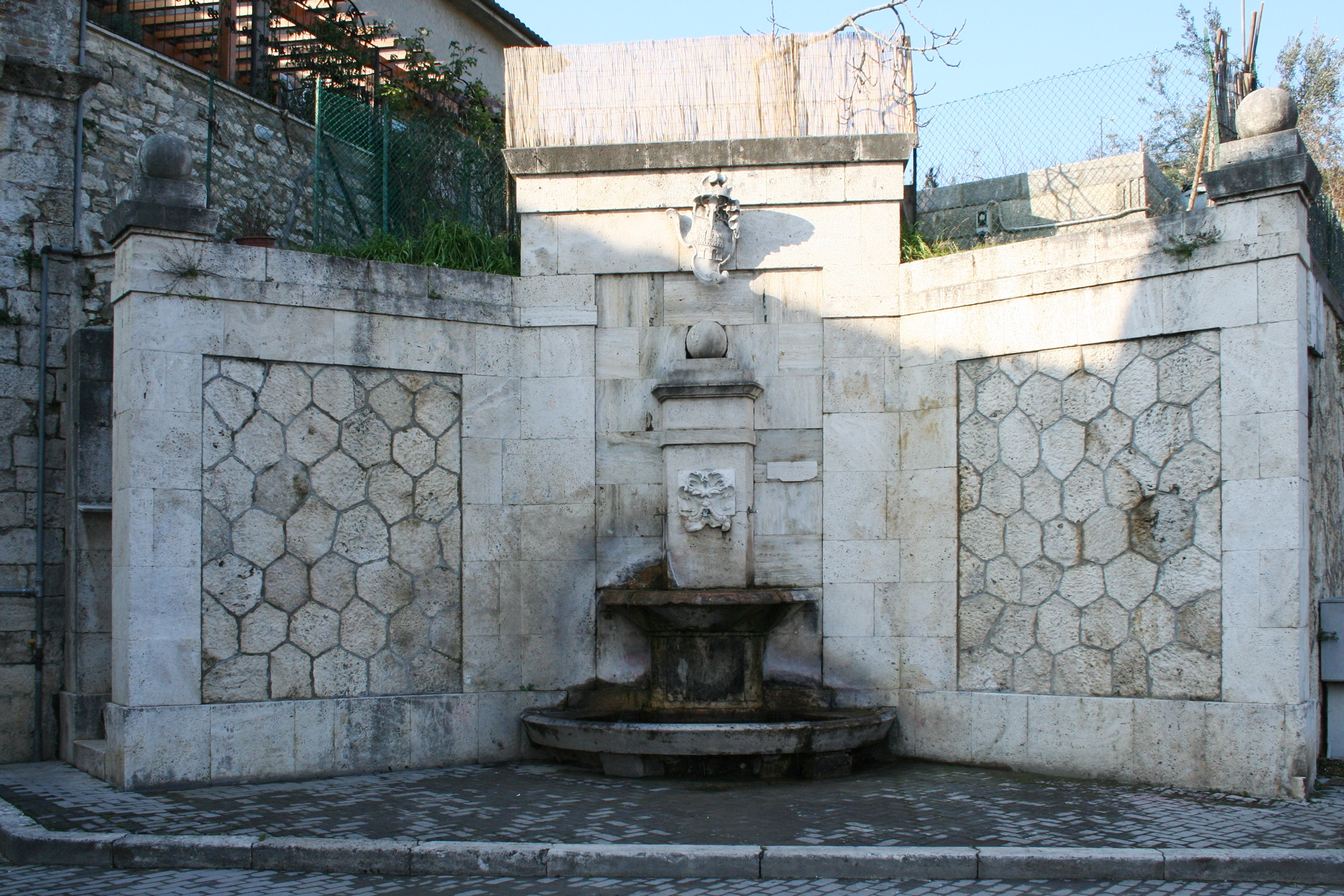
fonte con mascherone nello spazio antistante alla chiesa